# Indie folk
Indie folk é um gênero musical que surgiu na década de 1990 por cantores e compositores de indie rock que possuiam fortes influências do folk em sua música. Musicalmente, o indie folk combina as melodias de guitarra acústica do folk tradicional com uma instrumentação contemporânea.
Ani DiFranco e Dan Bern foram alguns dos artistas que estrearam o gênero na década de 1990. Artistas que surgiram a partir dos anos 2000 inclui Mumford and Sons, The Decemberists, Fleet Foxes, The Cave Singers, Loch Lomond, Bon Iver, Or, The Whale, Great Lake Swimmers, Dawes e Blind Pilot.

## História e definições
Indie folk como um subgênero da música ainda está evoluindo e emergindo. Suas origens poderiam ser rastreadas desde a década de 1990, quando cantores folk como Ani DiFranco e Dan Bern - cujas influências foram igualmente divididas entre o rock alternativo e folk - estavam emergindo. Ao contrário de Bern e DiFranco, os artistas agora considerados indie folk são principalmente grandes bandas. Muitas são da Costa Oeste dos Estados Unidos, onde o bluegrass progressivo tem sido abraçado, abrindo o campo para formas mais progressistas de música folk.
De acordo com o site AllMusic, o indie folk surgiu quando os compositores da comunidade do indie rock começaram a incorporar estilos ligados ao folk em sua música. Artistas acústicos como Elliott Smith e Will Oldham ajudaram a estabelecer o gênero durante os anos 90, mas foi apenas na década seguinte que o indie folk verdadeiramente se concebeu, com gravadoras como Saddle Creek, Barsuk, Ramseur e Sub Pop dedicando um amplo apoio ao gênero. Com os anos 2000 progredindo e mais artistas indie-folk aparecendo, o gênero cresceu para abranger uma ampla gama de estilos, do folk neo-celta dos Decemberists às harmonias apalaches do Fleet Foxes. Artistas folk mais antigos, como Iron & Wine, também passaram a incorporar tal variedade em sua música.
Para Kim Ruehl, do site About.com, o indie folk "é caracterizado por uma série de bandas que puxam a influência do folk contemporâneo, country clássico e indie rock. Muitas delas citam como influências Bob Dylan, Crosby, Stills, Nash & Young e Radiohead." Muitas bandas de indie folk são compostas por uma quantidade relativamente grande de músicos e suas canções tendem a ser robustas em instrumentação complicada, lirismo e harmonias multi-vocais. São basicamente bandas que fazem uma nova direção da música folk contemporânea, mais palatável para o público do indie rock. Ainda de acordo com a definição de Ruehl, "o indie folk não tem uma instrumentação padrão. Artistas do gênero estão mais inclinados a tocar qualquer instrumento que faça sentido em uma música. Pode ser um trompete, clarinete, tambores de mão Africanos, acordeão, banjo, guitarra elétrica ou bateria. A maioria das bandas, no entanto, são construídas em torno de um cantor e compositor com uma guitarra acústica."

## Lista de artistas
- Ver: Lista de artistas de indie folk